# 14. Jahrhundert
Portal Geschichte | Portal Biografien | Aktuelle Ereignisse | Jahreskalender | Tagesartikel

◄ |
12. Jh. |
13. Jh. |
14. Jahrhundert
| 15. Jh.
| 16. Jh.
| ►

1300er |
1310er |
1320er |
1330er |
1340er |
1350er |
1360er |
1370er |
1380er |
1390er
Das 14. Jahrhundert begann am 1. Januar 1301 und endete am 31. Dezember 1400. Die Weltbevölkerung zu Beginn des 14. Jahrhunderts wird auf 360 bis 432 Millionen Menschen geschätzt, während die Schätzungen für das Jahrhundertende zwischen 350 und 374 Millionen Menschen liegen. In diesem Jahrhundert prägten Naturkatastrophen, Epidemien, Kriege und politische Umbrüche viele Weltgegenden. Neben den Folgen einer drastischen Klimaverschlechterung kosteten große Pestwellen zahlreiche Menschenleben. Ausgehend von Zentralasien verbreitete sich die Seuche entlang der im vorherigen Jahrhundert etablierten transkontinentalen Handelsrouten. Die mongolischen Reiche, die sich im vorherigen Jahrhundert über weite Teile Asiens erstreckten, brachen zum großen Teil zusammen.
Jedoch war dieses Jahrhundert nicht nur krisenbeladen. Zahlreiche Regionen erlebten zumindest zeitweise eine wirtschaftliche Blüte, kulturelle Entfaltung und technischen Fortschritt. Im Kaiserreich China wurde die mongolische Yuan-Dynastie durch die chinesische Ming-Dynastie abgelöst. Den südostasiatischen Großreichen folgten zahlreiche Regionalreiche. Westlich von diesen dehnte das Sultanat von Delhi seine Herrschaft über große Teile des indischen Subkontinents aus. In Anatolien und Südosteuropa begann das Osmanische Reich seinen Aufstieg zur bedeutenden Regionalmacht, während das Königreich Frankreich seine Vormachtstellung in Europa im Hundertjährigen Krieg verlor.

## Europa

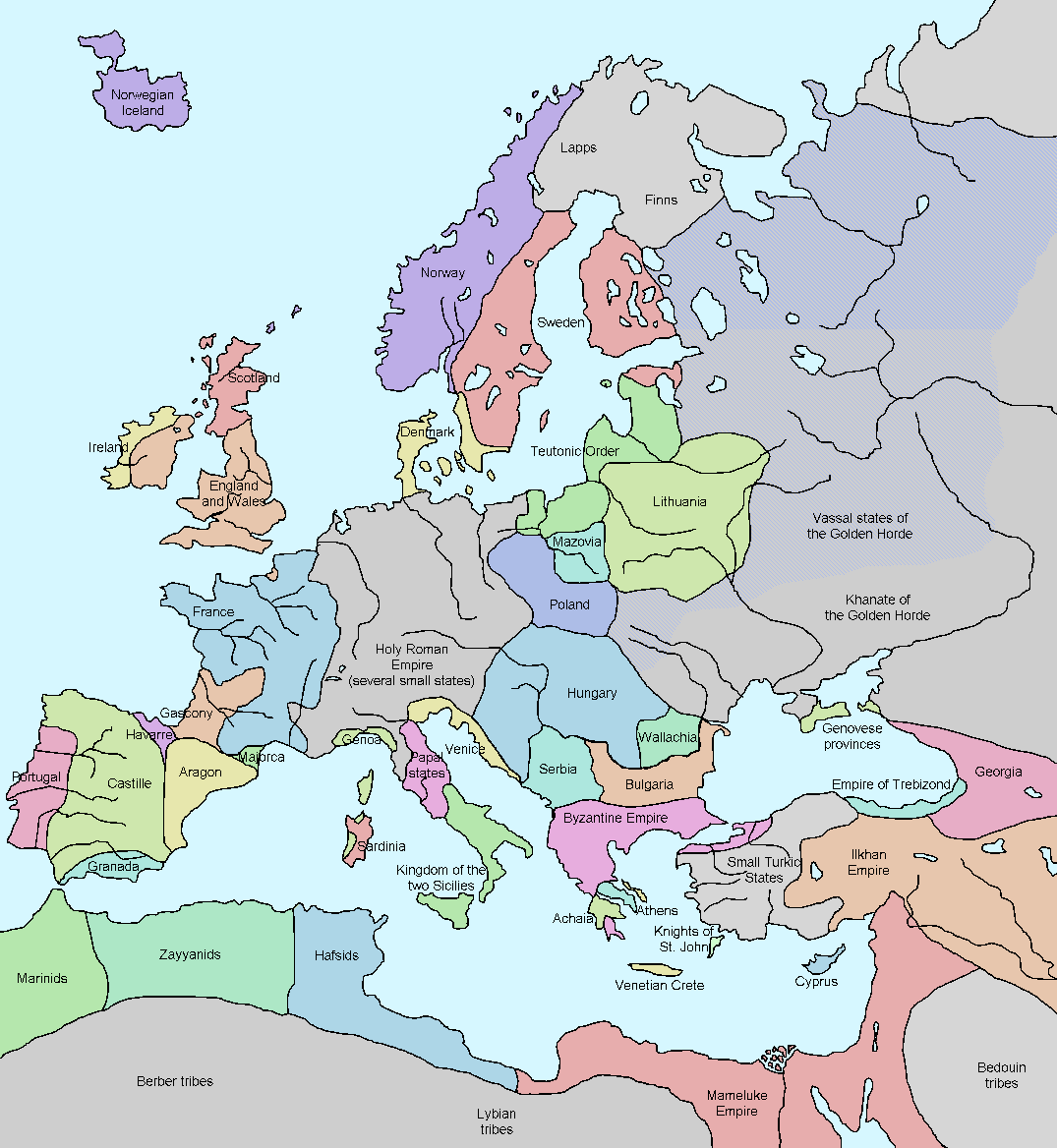
Europa im Jahr 1328

Im europäischen Kontext wird das 14. Jahrhundert dem Spätmittelalter zugerechnet. Europa war in zahlreiche christlich geprägte Herrschaftsbereiche unterschiedlicher Größe und Struktur geteilt. Die größeren Territorien waren zentralistische Königreiche, von denen im Laufe des Jahrhunderts keines mehr eine Vormachtstellung hatte. Das Heilige Römische Reich in der Mitte Europas war de facto ein Verbund zahlreicher Fürstentümer und Städte, die einen hohen Grad an Autonomie besaßen. Mit der Polnisch-Litauischen Union entstand zum Ende des Jahrhunderts in Ostmitteleuropa eine mächtige Regionalmacht. Wenige wirtschaftlich starke Städte beherrschten Norditalien.

### Krisen in Europa
Die meisten Regionen Europas wurden in diesem Jahrhundert von Krisen schwer getroffen, wobei die Stärke und Dauer der Krisenzeit regional sehr unterschiedlich war. Diese Krisen führten dazu, dass die Bevölkerung Europas um mindestens ein Drittel sank. Der Bevölkerungsrückgang hatte weitreichende Umbrüche in der Gesellschafts- und Wirtschaftsordnung Europas sowie der Kultur und Weltsicht der Europäer zur Folge.
Anfang des Jahrhunderts kühlte sich das Klima drastisch ab und es setzten Veränderungen ein, die in die „Kleine Eiszeit“ mündeten. Es war ein Klimawandel zu kalten, wechselhaften Temperaturen mit entsprechend negativen Auswirkungen auf den zumeist agrarisch wirtschaftenden Menschen. In der Zeit zwischen 1313 und 1319 stellten sich zudem Überschwemmungen ein. 1342 kam es zu einer ungeheuren Hochwasserkatastrophe in Mitteleuropa, verbunden mit einer beträchtlichen Umgestaltung der Kulturlandschaft durch dadurch bedingte Bodenerosionen. Extremwetterereignisse, wie das Magdalenenhochwasser, hatten in einigen mitteleuropäischen Regionen abrupte Zerstörungen auch der Infrastruktur, etwa durch zahlreiche Brückenabrisse zur Folge.

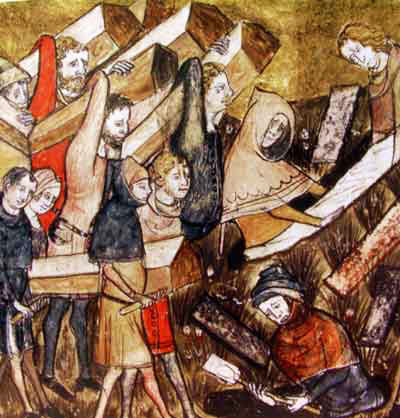
Begräbnis von Opfern der Beulenpest in Tournai. Teil einer Miniatur aus den Chroniken des Abtes Gilles Li Muisis (1272–1352)

Kälte und Unwetter führten zu einer Agrarkrise. Die Landwirtschaft konnte die in den vorherigen Jahrhunderten stark angestiegene Bevölkerung nicht mehr ernähren. Steigende Preise und Hungersnöte waren die Folge. Pestepidemien (mit Höhepunkt zwischen 1347 und 1352) reduzierten eine Bevölkerung, die durch die Mangelversorgung in der Klimakrise geschwächt und dadurch für Seuchen anfällig war. Mehrere Pestwellen forderten ein Drittel der europäischen Bevölkerung. Die Menschen, die der Seuche hilflos gegenüberstanden, reagierten auch mit extremen Aktionen wie in der Geißlerbewegung und mit zahlreichen Judenpogromen. In den Städten brach zeitweise die öffentliche Ordnung zusammen, das Bandenwesen nahm überhand und Moralvorstellungen erodierten. Ganze Regionen wurden zusätzlich durch Kriege stark in Mitleidenschaft gezogen, wie Frankreich durch den Hundertjährigen Krieg. Hochentwickelte Regionen erlebten Finanzkrisen, wie die Bankenkrise in Norditalien.
Der Bevölkerungsrückgang durch Hunger, Mordbrennerei und Pest bewirkte wirtschaftliche und gesellschaftliche Umbrüche. Der mit dem Rückgang verbundene Arbeitskräftemangel in der Landwirtschaft führte zu Landflucht, bei Handwerk und Gewerken (Transport) zu Stagnation und einem Anstieg der Arbeitskosten. Als Folge sanken die landwirtschaftlichen Erlöse bei gleichzeitigem Anstieg der allgemeinen Preise. Fürsten und Ritter versuchten, die mit dieser spätmittelalterlichen Agrarkrise verbundenen Einnahmeausfälle durch Raubzüge oder durch noch stärkere wirtschaftliche Belastung ihrer Abhängigen zu kompensieren. Die ansteigende Unterdrückung löste drei große Bauernaufstände in England (Bauernaufstand von 1381), Frankreich (Jacquerie) und Flandern aus. Folge von Landflucht war die Aufgabe zahlreicher Dörfer. Die zurückgelassenen Wüstungen holte sich die Natur zurück, so dass viele Siedlungen, die in früh- und hochmittelalterlichen Urkunden erwähnt wurden, heute nicht mehr genau lokalisiert werden können. Mit den Opfern der Hungersnöte, Pest und Gewalttaten reduzierte sich die Bevölkerung um mehr als 40 Prozent.
Zur Verunsicherung der noch intensiv religiösen Bevölkerung trug zusätzlich die Krise der Kirche bei, die durch das Verhalten des Avignonesischen Papsttums begünstigt wurde. Zu Beginn des Jahrhunderts hatte der französische König starken Einfluss auf das Papstamt erlangt, sodass die von ihm protegierten Päpste ihren Sitz von Rom nach Avignon verlegten, das unter französischem Einfluss stand. Die dort residierenden Päpste handelten im Einklang mit den französischen Interessen. So duldeten sie den Ketzerprozess gegen den Templerorden, der dem Papst unterstellt war. Bei der Amtsführung der Päpste nahm die weltliche Hofhaltung und der Nepotismus ein bis dahin nicht gekanntes Ausmaß an. Die dafür benötigten hohen Geldmittel beschafften sich die Päpste durch den Verkauf von kirchlichen Ämtern, Dispensen, Erlaubnissen und Reliquienanerkennungen. Die Ökonomisierung kirchlichen Handels setzte sich bis in die untersten Ebenen fort. Viele kirchliche Würdenträger nahmen ihr Amt nicht mehr nach Vorschrift wahr.
Nach der Rückkehr der Päpste nach Rom im Jahr 1378 wurden zwei konkurrierende Päpste gewählt. Dieses sogenannte Abendländische Schisma, das 39 Jahre andauerte, trennte viele kirchliche Institutionen, wie die großen Mönchsorden, in zwei Lager und schadete der päpstlichen Autorität und der Glaubwürdigkeit der Kirche zutiefst.

### Zentraleuropa
Der größte Teil Zentraleuropas war Teil des Heiligen Römischen Reiches. Seine Gebiete nördlich und südlich der Alpen entwickelten sich in diesem Jahrhundert relativ unabhängig voneinander. An der Spitze des nördlich der Alpen gelegenen Reichsteils stand der römisch-deutsche König. Mit der Goldenen Bulle wurde der Brauch, dass er durch Mehrheitswahl von sieben Kurfürsten gewählt wurde, erstmals in einer rechtlichen Urkunde festgeschrieben. Der Einfluss der gewählten Könige war jedoch im Wesentlichen auf die Gebiete ihrer Hausmacht und königsnahe Regionen begrenzt. In vielen anderen Regionen, insbesondere in den Kurfürstentümern, hatten sie wenig oder keinen Einfluss. Das Königtum war kaum noch von der Ebene des Adels abgehoben.
Um die Königskrone konkurrierten die Familien der Luxemburger, Habsburger und Wittelsbacher, die alle eine beträchtliche Hausmacht im Osten des Reiches hatten. Das Königsamt, in dessen Erlangung sie hohe Bestechungsgelder investierten, nutzten sie um ihre Hausmacht zu vergrößern. In der ersten Jahrhunderthälfte regierte der Wittelsbacher Ludwig der Bayer als römisch-deutscher König. Ludwig war der letzte deutsche König, der in einen heftigen Machtkampf mit dem Papsttum geriet. In der zweiten Jahrhunderthälfte wurde sein Konkurrent der Luxemburger Karl IV. zum König gewählt. Seine Hausmachtpolitik brachte ihm Besitzungen in der Oberpfalz, die Lausitz, Schlesien und mit der Mark Brandenburg eine zweite Kurstimme ein. Der Ausbau seiner Residenzstadt Prag war ihm ein Anliegen. Die Habsburger konnten ihre Machtposition in Tirol ausbauen, verloren hingegen gegen die Schweizer Eidgenossenschaft. Diese konnte sich durch militärische Siege gegen die Habsburger sowohl etablieren als auch vergrößern.
Neben den Fürsten waren die formal nur dem König unterstehenden Reichsstädte quasi autonome Einheiten im Reich. Als Gegengewicht gegen König und Fürsten entstanden politische Städtebünde, die der Landfriedenswahrung, Behauptung städtischer Autonomie oder Durchsetzung und Aufrechterhaltung von Stadtordnungen dienten. Militärische Niederlagen gegen Gruppen von Fürsten am Ende des Jahrhunderts führten jedoch zu ihrer Auflösung. Der primär wirtschaftlich orientierte Städtebund der Hanse konnte seine starke Position im Nord- und Ostseehandel durch einen militärischen Sieg gegen Dänemark im zweiten Waldemarkrieg verteidigen. Er erklomm den Höhepunkt seiner Macht. Die Hanse war auch maßgeblich an dem Zustandekommen der Kalmarer Union beteiligt, die die drei skandinavischen Königreiche unter einer Krone zusammenschloss.

### West- und Südeuropa

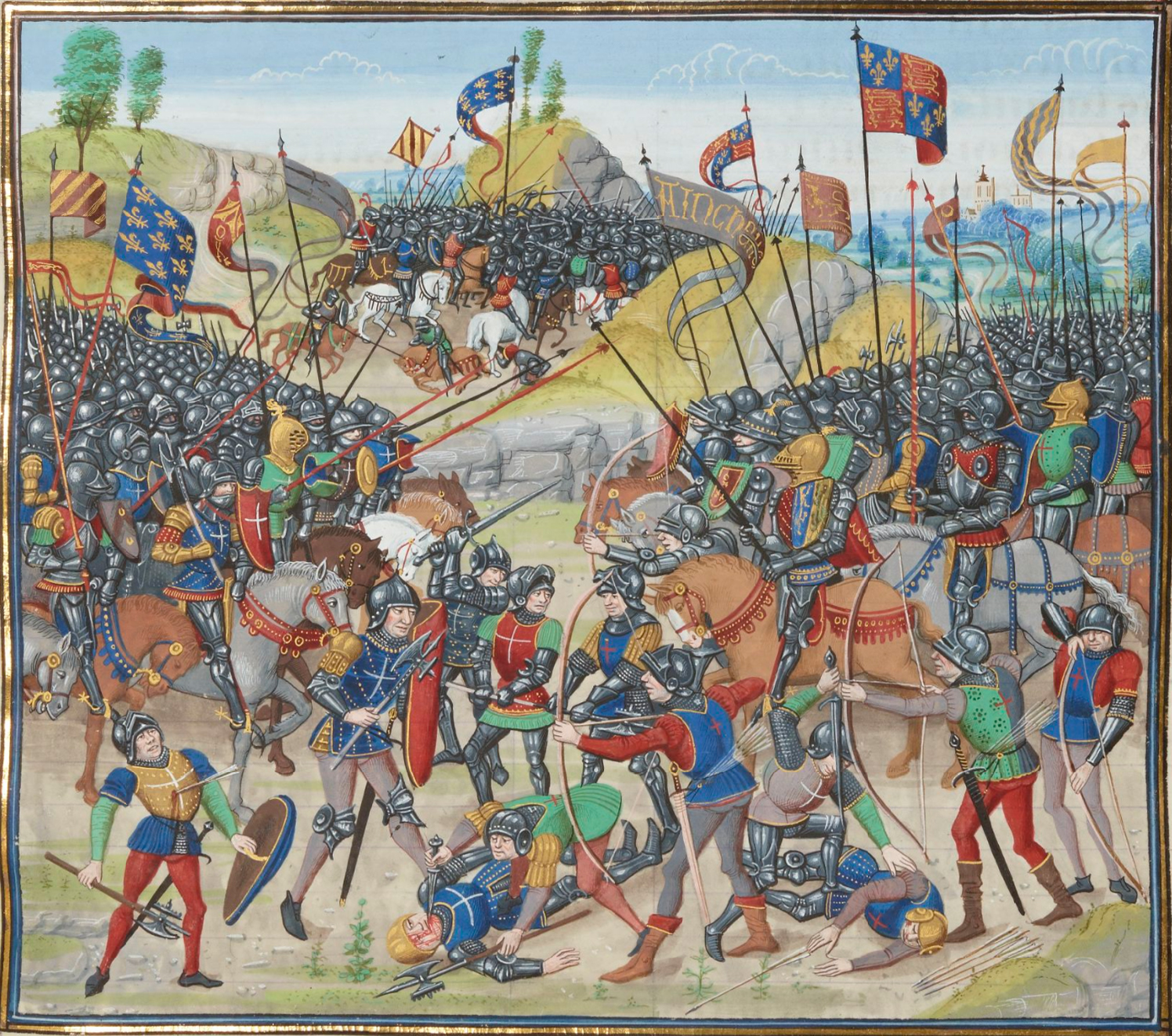
Chroniques von Jean Froissart – zeitgenössische Miniatur der Schlacht von Auray 1364

Zu Beginn des Jahrhunderts war Frankreich die Führungsmacht in Europa. Die Erbmonarchie, die von Paris aus regierte, konnte ihre Stellung weiter ausbauen. Während signifikante Teile des Reiches Krondomäne waren, waren andere Gebiete erbliche Lehen der adeligen Führungsschicht. Da die Einkünfte aus seiner Krondomäne nicht reichten, beschaffte sich der König das Geld, das er für Staat und Militär benötigte, durch Gewaltmaßnahmen gegen reiche Juden und den vermögenden Templerorden, den er im Zuge eines von ihm inszenierten Ketzerprozesses auflöste.
Im Jahr 1328 starb die königliche Hauptlinie der Kapetinger aus und eine ihrer Nebenlinien, die Valois, übernahm den Königsthron. Diesen Wechsel nahm der englische König zum Anlass, eigene Thronansprüche geltend zu machen. Mit seinen Versuch diese Ansprüche militärisch durchzusetzen löste er den Hundertjährigen Krieg aus. Die Gründe für die Auseinandersetzung lagen auch in den nicht aufgegebenen englischen Festlandsansprüchen und in der Konkurrenz beider Königreiche um den Einfluss in Flandern. Durch zahlreiche militärische Siege, wie in der Schlacht bei Crécy, konnten sich die Engländer im Frieden von Brétigny im Jahr 1360 große Gebiete im Südwesten und Norden Frankreichs sichern. Hatte die französische Bevölkerung schon unter den vielen Schlachten und Plünderungen des Krieges zu leiden, so sah sie sich nach dem Friedensschluss mit den Raubzügen entlassener Söldner konfrontiert. Im letzten Quartal des Jahrhunderts nutzten die Franzosen die innenpolitischen Krisen Englands und eroberten große Teile der Gebiete zurück, die den Engländern im Friedensvertrag zugesprochenen wurden. Ende des Jahrhunderts wurde das Herzogtum Burgund einer Seitenlinie der Valois als französisches Lehen gegeben. In Frankreich waren Bemühungen die Bürger und den Adel an der Politik in der Form der Generalstände zu beteiligen im Gegensatz zu England nicht nachhaltig.
Nachdem die englische Expansion nach Schottland mit der Niederlage im jahrzehntelangen schottischen Unabhängigkeitskrieg gescheitert war, begannen die Engländer ihre Expansion nach Frankreich mit dem Hundertjährigen Krieg. Neue Steuern und Einschränkungen, um die wirtschaftlichen Belastungen des Krieges zu tragen, führten zu einer großen Bauernrevolte. Der Aufstand, der auf die Städte übergriff, wurde schließlich niedergeschlagen. Das englische Parlament gewann als Vertretung sowohl der Adeligen als auch der Kommunen an Struktur und Bedeutung. Insbesondere König Richard II. führte heftige Auseinandersetzungen mit Parlament und Adelsopposition. Im Jahr 1399 wurde er als erster englischer König von diesen Gegnern abgesetzt. Diese Auseinandersetzungen standen einer mehr und mehr zentralistisch organisierten Verwaltung und einem zunehmenden Einheitsgefühl der Engländer nicht entgegen. Wie in den vorherigen Jahrhunderten sprachen die englischen Hochadeligen im Gegensatz zum Volk überwiegend Französisch, doch zum Jahrhundertende wurde Englisch auch in dieser Schicht immer populärer.
Die christlichen Reiche Kastilien, Aragon und Portugal dominierten die iberische Halbinsel. In Kastilien konnten die Monarchen ein zentralistisches Königtum gegen den Widerstand des regionalen Adels aufbauen. Die Schaffung eines obersten Gerichts, das vom König unabhängig war, die Reservierung von Kronland für den Unterhalt eines stehenden Heeres und kirchliche Reformen veränderten das Reich nach den Bedürfnissen des Königs. Die Kriege gegen Portugal resultierten in der Bestätigung des Status quo. Das im Nordosten gelegene Aragon, das auch Sizilien beherrschte, führte mit der italienischen Stadt Genua Kriege um die Vorherrschaft im westlichen Mittelmeer.
Genua war eine der mächtigen Städte, die Norditalien beherrschten. Genauso wie Venedig begründete die Stadtrepublik ihre Macht und ihren Reichtum auf dem Seehandel. Mailand nutzte in diesem Jahrhundert seine wirtschaftliche Stärke, um seine Herrschaft über andere Städte und angrenzende Territorien erheblich zu vergrößern. Hier vollzog sich gleichzeitig der politische Wandel von einer kollektiv beherrschten Stadt zur Herrschaft durch einen Signore, der durch Zustimmung oder mit Gewalt die Herrschaft über die Stadt an sich riss. Im folgenden Jahrhundert etablierte sich dieses Modell auch in anderen italienischen Städten.

### Ost- und Südosteuropa

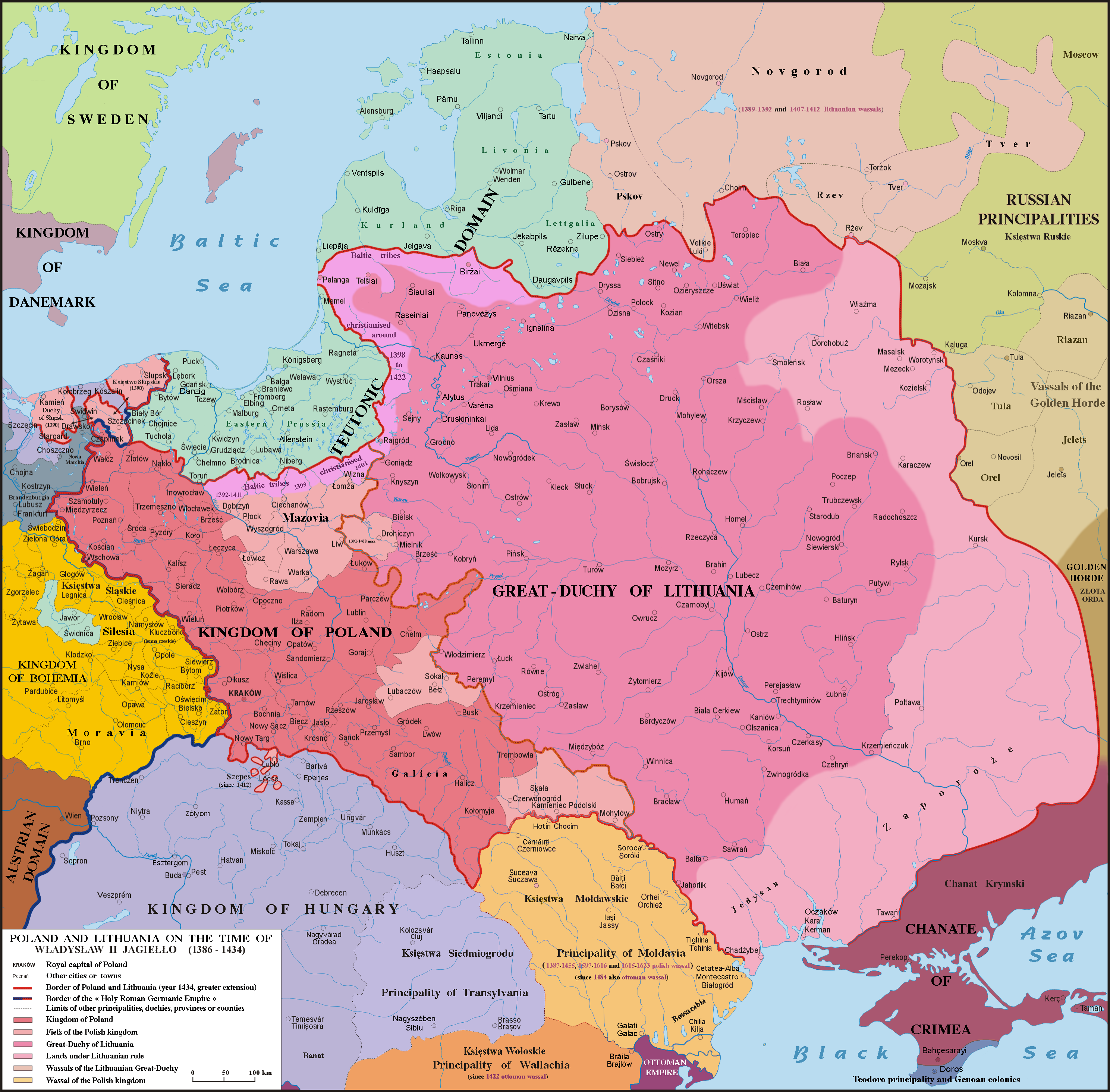
Polnisch-Litauische Union

Władysław I. Ellenlang konnte Anfang des Jahrhunderts die polnischen Fürstentümer unter seiner Herrschaft einigen.
Zwar wehrte er die böhmischen Thronansprüche ab, musste aber Schlesien an Böhmen abtreten. Der König schuf ein einheitliches Recht und ein einheitlicher Adelsstand bildete sich heraus. Die Erneuerung des Generalprivilegs für Juden begünstigte die Migration zahlreicher Juden, die vor den Pogromen im übrigen Europa nach Polen flohen. Im Jahr 1384 heirateten die litauischen und polnischen Herrscher und vereinigten so ihre Reiche. Die zuvor ihrer ethnischen Religion anhängenden Litauer traten in diesem Zuge zum katholischen Christentum über. Zuvor hatten die litauischen Fürsten große russische Gebiete von Vilnius bis Kiew erobert. In diesem multiethnischen Polnisch-Litauischen Reich entstand ein Gegensatz zwischen den privilegierten römisch-katholischen Adeligen und den russisch-orthodoxen Adeligen. Die Konvertierung der Litauer zum Christentum schuf ein ideologisches Problem für den Deutschen Orden, der sein Kernland an der Ostseeküste hatte. Seine Rechtfertigung bezog er aus dem Kampf gegen die sogenannten litauischen Heiden. Dabei wurde er durch die jährlichen Kreuzzugsfahrten zahlreicher europäischer Ritter unterstützt, deren Zustrom zum Jahrhundertende stark abnahm.
Die russischen Gebiete Osteuropas standen unter der Oberherrschaft der mongolischen Goldenen Horde. Im Laufe des Jahrhunderts gewannen die Großfürsten von Moskau sowohl die Gunst des mongolischen Khans als auch die der russisch-orthodoxen Kirche. Trotz ihrer Macht- und Gebietszuwächse waren das Fürstentum Twer und die Republik Nowgorod, die vom Handel mit der Hanse profitierte, mächtige Gegenspieler.
Südosteuropa war im 14. Jahrhundert geprägt vom Wettstreit kleiner Lokalmächte um die Herrschaft. Die einzige konstante Regionalmacht war Ungarn. Das zunächst von süditalienischen Königen dann von der Dynastie der Luxemburger regierte Reich orientierte sich kulturell am lateinischen Europa. Ab der zweiten Hälfte des Jahrhunderts nahmen die kriegerischen Auseinandersetzungen mit den Osmanen zu, bei denen die Ungarn schließlich in die Defensive gerieten. Diese Auseinandersetzungen bestimmten die ungarische Geschichte der folgenden Jahrhunderte.
Weiter südlich errichtete Stefan Uroš IV. Dušan in den Jahren 1331 bis 1355 ein serbisches Großreich, wobei er innerbyzantinische Streitigkeiten ausnutzte. Mit seinem Selbstverständnis, das stark von byzantinischen Vorbildern geprägt war, löste er das zweite Bulgarische Reich als Vormacht ab. Byzanz war nach den Einschnitten des 13. Jahrhunderts zur Mittelmacht herabgesunken und konnte selbst die Ägäis, wo die italienischen Seerepubliken Genua und Venedig um die Macht kämpften, nicht beherrschen. Zusätzlich beschränkten häufige innenpolitische Konflikte die Handlungsfähigkeit der ehemaligen Regionalmacht. Dennoch diente es den Mächten des südlichen Balkans als kulturelles Vorbild.
Nachdem sie die Vorherrschaft über Teile Anatoliens errungen hatten, eroberten die türkisch-muslimischen Osmanen im Jahr 1354 die erste europäische Stadt. Unter Umgehung des byzantinischen Konstantinopels rückten sie schnell auf dem Balkan vor. Den Adel des zuvor zerfallenen serbischen Großreichs besiegten sie im Jahr 1389 auf dem Amselfeld. In den 1390er Jahren rückten sie bis zur ungarischen Grenze vor. Der Sieg des Jahres 1396 über ein Kreuzfahrerheer europäischer Mächte stabilisierte die Präsenz der Osmanen in Europa. Das osmanische Heer war vorwiegend ein Reiterheer. Trotz der türkischen Führung gehörte die Mehrzahl der osmanischen Soldaten zur lokalen Bevölkerung. Im Osmanischen Reich wurden Christen mit Ausnahme der Janitscharen weder zur Konvertierung gezwungen, noch machte ihr Glaube ihnen den Aufstieg im Reich unmöglich. Die Osmanen waren offen für ihre Kenntnisse und Fähigkeiten. Ein Übertritt zum Islam fand auf dem Balkan nur punktuell und im kleinen Ausmaß statt. Viele orthodoxe Christen zogen es vor ihren Glauben unter muslimischer Herrschaft weiterleben zu können, als von den römisch-katholischen Christen zur Konversion gezwungen zu werden. Das Reich war auf den Sultan an der Spitze ausgerichtet. Alle Untertanen waren ihm direkt unterstellt, auch wenn viele Militärangehörige die Steuereinnahmen eines Gebietes zu ihrer Finanzierung zugesprochen bekamen.

### Gesellschaft
Trotz der zahlreichen Krisen blieb die Adelsherrschaft in Europa ungebrochen. Viele Adelige herrschten als direkte oder indirekte Vasallen über ein Territorium. Welche Rechte sie dort hatten und wie loyal sie zu ihrem Herrn und dem König standen war in Europa sehr unterschiedlich. Neben der Verwaltung ihres Territoriums sahen die weltlichen Adeligen ihre Aufgabe in der Kriegsführung als Ritter. Im Militärwesen zeigten sich die Anfänge von Entwicklungen, die bis in die Frühe Neuzeit hineinreichten. Zogen viele Ritter noch als Vasall ihres Lehnsherrn in den Krieg, so wurde der Anteil der Söldner in den Heeren stetig größer. Auch die Infanterie und Fernwaffen wurden wichtiger, was der erfolgreiche Einsatz der englischen Langbogenschützen zeigte. Im Gegensatz dazu hatten die in diesem Jahrhundert eingesetzten Kanonen hauptsächlich eine psychologische Wirkung.
Auch wenn die Welle der Stadtgründungen der vergangenen Jahrhunderte abflaute, spielten die Städte in Europa als Orte für Handwerk und Handel eine wichtige Rolle. Der Grad der städtischen Selbstverwaltung war von Region zu Region unterschiedlich und konnte im Fall der Reichsstädte bis zu einer fast vollständigen Autonomie gehen. Innerhalb der Stadt besaßen nur die steuerzahlenden Bürger das volle Bürgerrecht. Auch Frauen konnten sich unter bestimmten Bedingungen selbständig wirtschaftlich betätigen. Politische Mitsprache hatten sie wie viele andere Bewohner jedoch nicht. Die Macht hatten eine kleine Schicht von Fernhändlern und in einigen Städten auch die reichen Zünfte inne. Obwohl die Städte relativ selbständig waren, blieben sie strukturell in die feudale Umwelt eingebunden.

### Wirtschaft und Recht
Die Umbrüche in Europa und der Welt hatten ebenfalls Auswirkungen auf die Wirtschaft Europas. Im vorherigen Jahrhundert hatte sich die Kreditwirtschaft ausgeweitet und die Verschuldung der Staaten zugenommen. Mangelndes Kriegsglück dieser Schuldner und Vertrauensverluste ihrer Gläubiger führten in der ersten Jahrhunderthälfte zu Zusammenbrüchen mehrerer Großbanken und erschütterten das vorwiegend italienisch geprägte Bankenwesen. Erst zum Ende des Jahrhunderts konnten wieder neue größere Banken entstehen. Der Hundertjährige Krieg und die Eröffnung des Brennerpasses für den Warentransport führten zur Verlagerung der innereuropäischen Nord-Süd-Handelsrouten in den süddeutschen Raum.

### Religion und Kirche

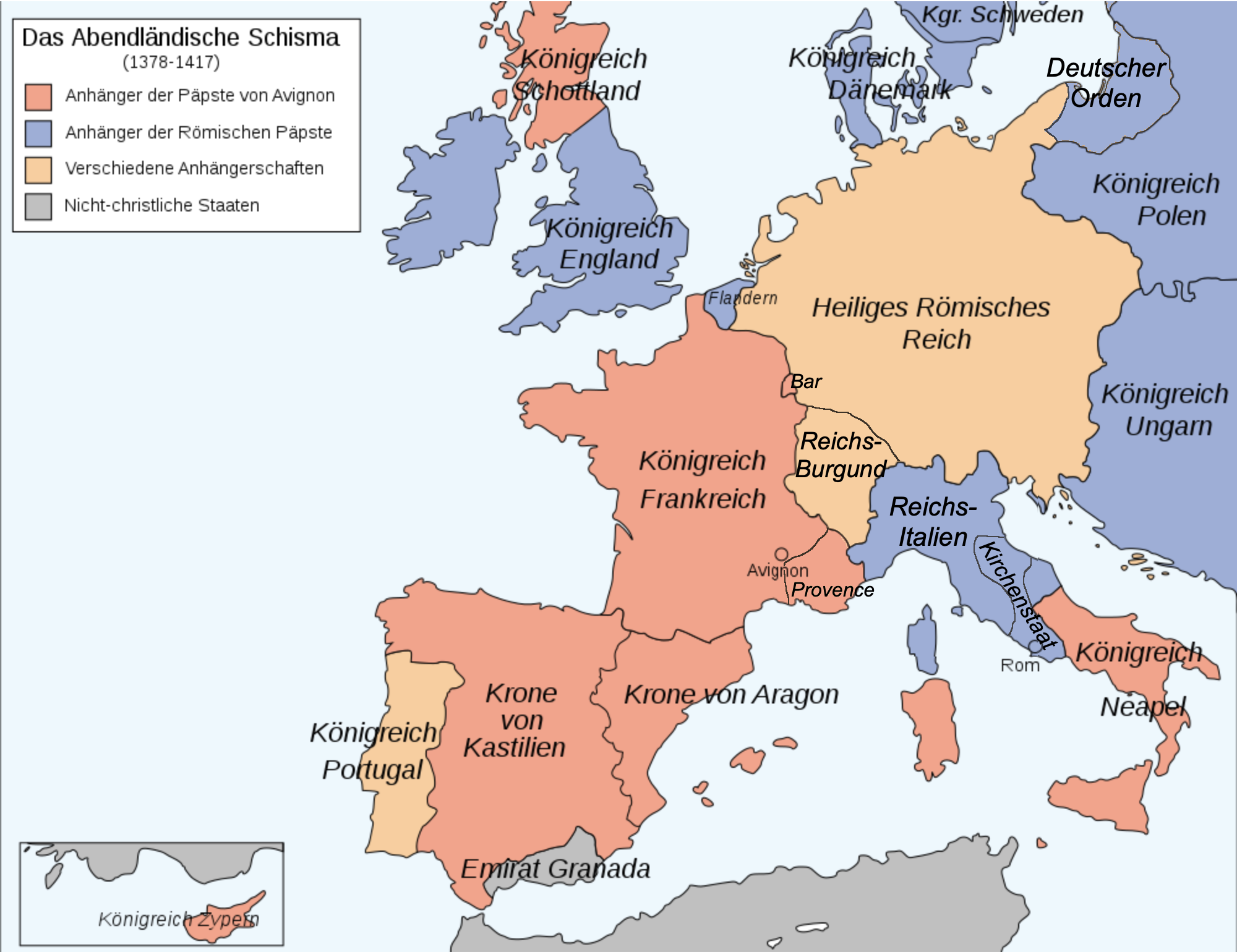
Das Abendländische Schisma

Die christliche Religion spielte in der Gesellschaft und dem Leben der einzelnen Menschen eine zentrale Rolle. Obwohl sie durch ihre Missstände viel Vertrauen bei den Menschen verlor, behielt die Kirche ihren Platz als zentrale Vermittlerin des Glaubens. Viele Kirchenkritiker mit universitärer Bildung kritisierten den weltlichen Herrschaftsanspruch des Papstes und propagierten eine regional ausgerichtete Kirche. Ihre Kritik schloss auch das Streben der kirchlichen Amtsträger nach Reichtum ein. Hier wurden sie von einigen weltlichen Herrschern aus politischen Gründen unterstützt. Der Streit um den Reichtum der Kirche eskalierte in diesem Jahrhundert auch innerhalb der Bettelorden. Die Vertreter der Orden, die Vermögenszuwendungen von reichen Adeligen und Bürgern entgegennahmen und für den Orden verwendeten, wurden insbesondere von vielen Franziskanern kritisiert. Die Verfolgung dieser auch Spiritualen genannten Kritiker durch den Papst verhinderten die Orden nur teilweise.
Die Masse der Gläubigen wandte sich einer Mischung aus Mystik und Volksfrömmigkeit zu, die mannigfaltige teilweise auch neue Formen annahm. Vielerorts war ein gesteigerter Reliquienkult und eine Zunahme von Wallfahrten zu beobachten. Andere Gruppen strebten eine gesteigerte ruhige friedvolle Innerlichkeit an. Durch die Übersteigerung religiöser Gebote und Missbrauch kirchlicher Institutionen, wie durch den aufkommenden Ablasshandel, entfernten sich zahlreiche Menschen vom Kern der christlichen Lehre.

### Kunst, Kultur und Wissenschaft
Bildung wurde immer mehr Menschen wichtig. Seit der Mitte des Jahrhunderts wurde die Universitätslandschaft Europas durch zahlreiche Neugründungen östlich des Rheins erweitert. Die Städte lösten endgültig die Klöster als Bildungszentren ab. Das Stadtbürgertum wurde als Bildungsstand zunehmend wichtiger, während die Bedeutung der Geistlichkeit sich relativierte.
In der Architektur zeigte sich das steigende Selbstbewusstsein der Städte. Ihre Bürger errichteten prächtige Rathäuser und Stadtkirchen. Über ihren praktischen Zweck hinaus wurden Türme, Tore und Bürgerhäuser dekoriert. Mit Geoffrey Chaucers Canterbury Tales wurde ein erstes Meisterwerk in mittelenglischer Schriftsprache verfasst.

## Afrika

### Ägypten

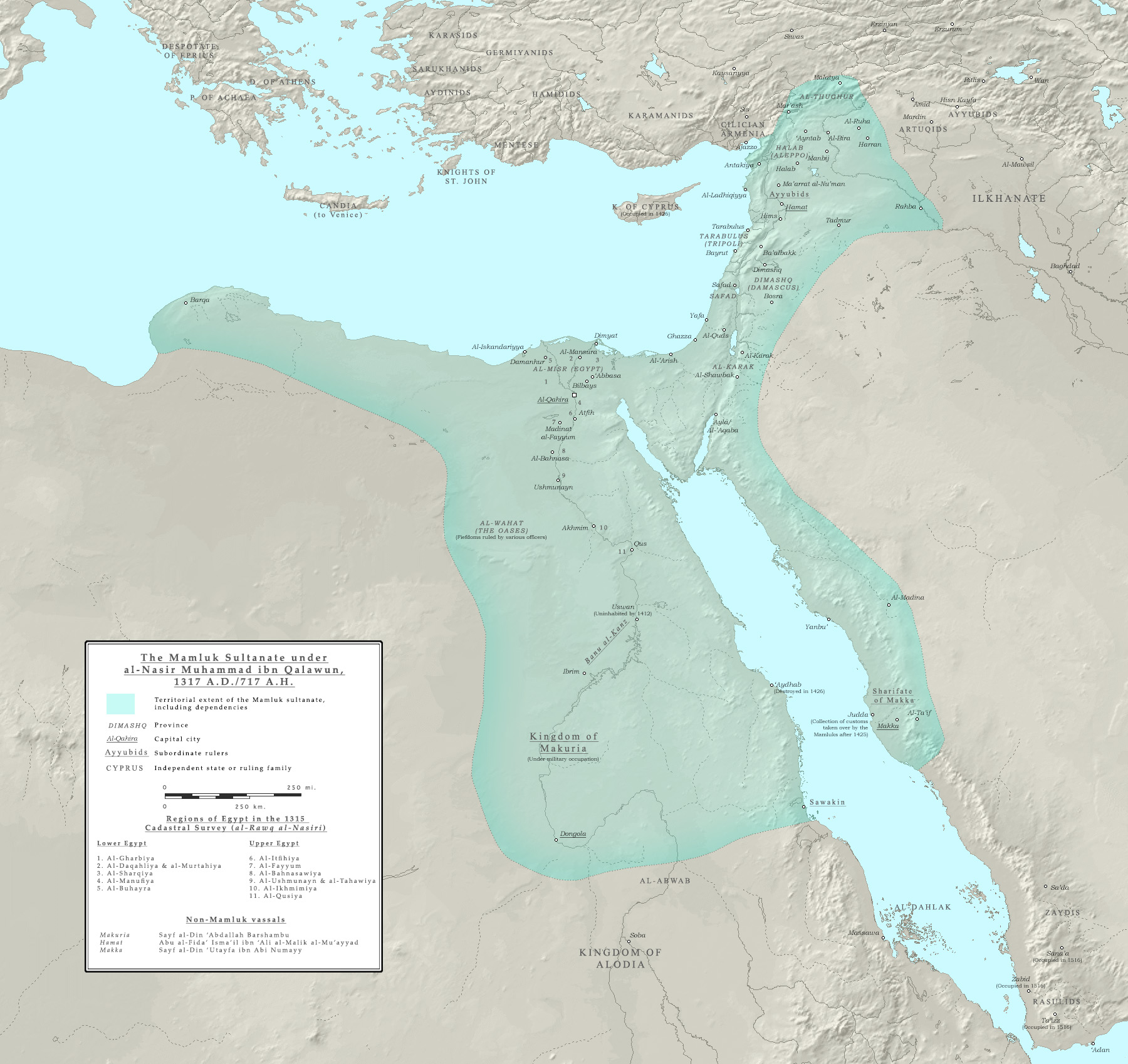
Sultanat der Mamluken zu Beginn des 14. Jahrhunderts

Die Mittelmeerküste Afrikas teilten sich drei maghrebinische Reiche im Westen und Ägypten im Osten, die alle vom Islam geprägt waren. Ägypten wurde zusammen mit Syrien und Palästina von der Kriegerkaste der Mamluken regiert, die alle wichtigen Staats- und Militärämter besetzten. Sie bestimmte auch den Sultan, der an der Spitze des Staates stand. Stammten die Sultane oft aus derselben Familie wie ihre Vorgänger, handelte es sich bei den übrigen Mamluken um ehemalige Militärsklaven türkischer und kaukasischer Herkunft. Ihre Nachkommen gehörten nicht mehr zur Gruppe ihrer Väter, so dass Historiker von einer Ein-Generationen-Aristokratie sprechen. Die Mamluken grenzten sich klar von der übrigen Bevölkerung ab. Den Rang innerhalb dieser Führungsgruppe bestimmten die Bindungen zum Sultan, der entweder selbst oder durch einen Wesir autokratisch regierte. Damit die mamlukischen Emire, Heerführer der Armee, den Unterhalt für sich und ihre Armee bestreiten konnten, gewährte ihnen der Sultan das Recht, in bestimmten Gebieten Steuern zu erheben. Waren die Sultane bis 1382 meist türkischstämmig, so folgten danach tscherkessich-stämmige Sultane. Die ethnische Zusammensetzung der Kriegerkaste wandelte sich entsprechend und sie schottete sich gleichzeitig stärker ab. In diesem Jahrhundert wehrten die Mamluken erfolgreich Angriffe des Ilchanats und Zyperns ab, konnten jedoch die Plünderung Syriens durch Timurs Armeen im Jahr 1400 nicht verhindern.
Wirtschaftlich florierte die stark diversifizierte Wirtschaft in der ersten Hälfte des 14. Jahrhunderts. Vor allem Zucker, Baumwolle und andere landwirtschaftliche Güter konnten über Venedig nach Europa exportiert werden. Ferner profitierte Ägypten vom transasiatischen Handel entlang der Seidenstraßen, der zu Anfang des Jahrhunderts noch gut funktionierte. Mit der Pestwelle, die in Ägypten ähnlich wie in Europa ein Drittel der Bevölkerung das Leben kostete, erlitt das Land am Nil einen wirtschaftlichen Einbruch, der sich negativ auf die zweite Jahrhunderthälfte auswirkte. Positive Effekte, wie die Verschiebung der Landhandelsrouten vom asiatischen Festland auf die Seerouten über das Rote Meer, konnten die Verluste nur unzureichend kompensieren. Hingegen hielt die wirtschaftliche Kooperation mit Venedig an.

### Der Maghreb
In den drei maghrebinischen Reichen Nordwest-Afrikas konnten die drei Herrscherdynastien, Meriniden, Abd al-Wadid und Hafsiden, nur zeitweise Sultane stellen, die die volle Kontrolle über ihr Territorium hatten. In der ersten Jahrhunderthälfte stiegen die Meriniden zur Regionalmacht auf. Sie versuchten, sowohl den gesamten Maghreb zu vereinen als auch das vormals muslimische Andalusien zu erobern. Beide Anliegen scheiterten jedoch zur Jahrhundertmitte endgültig. Ursächlich dafür waren die Niederlage in der Schlacht am Salado, Machtkämpfe und der Ausbruch der Pest. Der Zustrom muslimischer Flüchtlinge von der iberischen Halbinsel veränderte die Kultur dieser dünnbesiedelten Region, konnte jedoch die Bevölkerungsverluste durch die Pest nicht vollständig kompensieren. Ferner verlor die Berberkultur und -sprache in Marokko ihre Vormachtstellung zugunsten des Arabischen. Zur Jahrhundertmitte wirkte sich die Pest stark negativ auf die Wirtschaft aus.

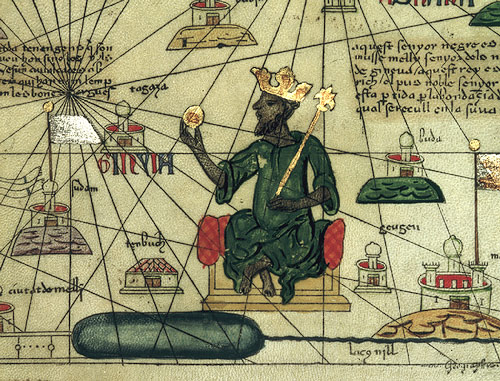
Darstellung Mansa Musas auf einer Karte des Katalanischen Weltatlas von 1375

### Das Malireich
Südlich des Maghrebs erstreckte sich das Malireich vom Atlantischen Ozean bis zum Nigerbecken. An der Spitze des Reiches Stand ein König, der absolut über einen Hofstaat regierte. Das Reich war föderal organisiert und in Provinzen sowie Tributkönigreiche gegliedert. Die Ernennung der Provinzgouverneure durch den König hielt sie nicht davon ab, lokale Herrscher in die Struktur einzubinden und lokale Sitten zu berücksichtigten. Wichtigste Wirtschaftszweige des Reiches waren Landwirtschaft und Viehzucht, die von einem relativ milden Klima in der Region profitierten. Neben diesen spielten der Rohstoffabbau und -handel eine große Rolle. Gold und Kupfer aus den Minen des Reiches sowie Salz waren wichtige Exportgüter. Bedeutendster Herrscher des Reiches war König Mansa Musa I., der das Reich in der ersten Jahrhunderthälfte zu wirtschaftlicher Blüte und großer politischer Bedeutung führte. Auf seiner Pilgerreise nach Mekka, auf der er großzügig Geschenke verteilte und seine Pracht zur Schau stellte, erweckte er bei zahlreichen Mittelmeeranrainern den Eindruck, dass das Malireich ein El Dorado sei. In seiner Zeit wurde der Islam als führende Religion in einem Großteil seines Reiches verwurzelt. In der zweiten Jahrhunderthälfte litt das Reich unter großer politischer Instabilität, die ein mächtiger General zum Jahrhundertende beheben konnte.

## Asien

### West- und Zentralasien
West- und Zentralasien waren zu Beginn des Jahrhunderts geprägt von den mongolischen Reichen. Das Ilchanat, das große Gebiete Südwestasiens beherrschte, brach in den 1330er Jahren an inneren Spannungen zusammen. Aus den Nachfolgekämpfen verschiedener regionaler Machthaber ging schließlich Timur, ein türkischstämmiger Militärführer mit Basis in Samarkand, als Erbe des Ilchanats hervor. Der despotische Herrscher brachte durch Feldzüge ein Gebiet vom Euphrat bis zum Altaigebirge unter seine Kontrolle. Seine Herrschaftsweise war extrem brutal, so ließ er die Schädel der getöteten Bevölkerung eroberter Städte zu Pyramiden aufschichten. Über sein Herrschaftsgebiet hinaus führte er Plünderungszüge in russische Gebiete und bis nach Delhi durch. Hingegen ließ er prächtige Bauwerke in seiner Heimatstadt Samarkand errichten, wozu er Handwerker aus allen eroberten Gebieten dorthin verbringen ließ.

### Der indische Subkontinent

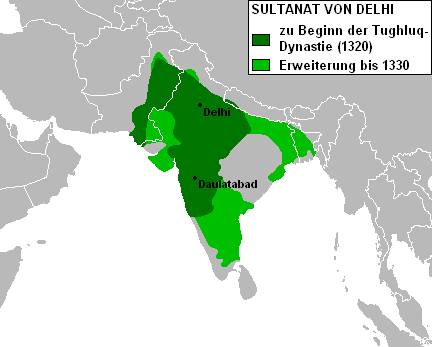
Delhi-Sultanat

Im vorherigen Jahrhundert hatte das Delhi-Sultanat die Kontrolle über große Teile Nordindiens gewonnen. Im ersten Jahrzehnt dieses Jahrhunderts dehnte Sultan Ala ud-Din Khalji das Gebiet des Sultanats zunächst in Nordindien, dann auch nach Mittel- und auf Teile Südindiens durch erfolgreiche Feldzüge aus. Zwar setzten seine Nachfolger diese Expansionspolitik zunächst fort, konnten den anschließenden Zusammenbruch des indischen Großreiches in der ersten Jahrhunderthälfte jedoch nicht verhindern. Zuvor hatten sie versucht, das Großreich zu stabilisieren. Dazu bauten sie eine zentrale Verwaltung auf und regulierten die Wirtschaft, indem sie die hinduistischen Zwischenhändler schwächten. Ferner stellten sie die Finanzierung der Armee von Militärlehen auf eine steuerbasierte Finanzierung um. Dennoch bekamen sie sowohl regionale separatistische Bewegungen als auch die Finanznot des Reiches nicht in den Griff. Das verbliebene nordindische Reich konnte Sultan Firoz Shah in seiner 37-jährigen Herrschaft in der zweiten Jahrhunderthälfte konsolidieren. Im letzten Jahrzehnt führten Nachfolgekämpfe zum Zerfall des nordindischen Sultanats. Einen Tiefpunkt stellte die Eroberung Delhis durch Timurs Armee dar, die mit außergewöhnlich grausamen Gewalttaten und Massenmorden an der Zivilbevölkerung einherging.
In den 1330er Jahren gründete die südindische Sangama-Dynastie ein hinduistisches Reich, das sie in den folgenden Jahrzehnten zu einem Regionalreich vergrößerten. Die Dynastie förderte den Hinduismus, der in ganz Indien durch die Expansion der muslimischen Reiche unter Druck geraten war. Dazu verhalfen sie den brahmanischen Gesetzeswerken im Süden wieder zur Geltung und förderten mehrere Klöster.

### China
Zu Beginn des Jahrhunderts waren große Gebiete Ostasiens Teil des Yuan-Khanats, in dem China im 13. Jahrhundert aufgegangen war. Die Kaiser an der Spitze des Reiches entstammten der mongolischen Yuan-Dynastie, die sich als chinesische Kaiserdynastie verstand. Die Mongolen bildeten die kleine Herrschaftselite über eine Klassengesellschaft. Ihnen folgten in einem abgestuften System von Rechten andere Zentralasiaten, die Bevölkerung des ehemaligen Jin-Reiches und schließlich die Südchinesen als Bevölkerungsgruppe mit der niedrigsten Stellung. Die Yuan-Kaiser dieses Jahrhunderts konnten sich nur bedingt gegenüber den verschiedenen Fraktionen des Pekinger Hofes durchsetzen. Kaiser, die dem mongolischen Herrschaftsstil der loseren Steppenherrschaft zuneigten, wechselten sich mit Kaisern ab, die die chinesische Tradition mit ihrem administrativen Herrschaftsstil bevorzugten. 1315 führte Kaiser Buyantu Khan die chinesischen Beamtenprüfungen wieder ein. Die Ausrichtung der Beamtenprüfung am Neokonfuzianismus des Zhu Xi wurde auch in den folgenden Jahrhunderten beibehalten. Obwohl die Beamtenprüfung den Aufstieg von ethnischen Chinesen in der staatlichen Verwaltung begünstigte, waren die Inhaber aller wichtigen Ämter ethnische Mongolen oder Zentralasiaten. Die mongolisch geprägte Hierarchie von Entscheidungsträgern wies oft eine parallele chinesische Verwaltungsstruktur an, ihre Vorstellungen umzusetzen. Ähnlich der Verwaltung existierten in der Armee mongolische und chinesische Einheiten nebeneinander.

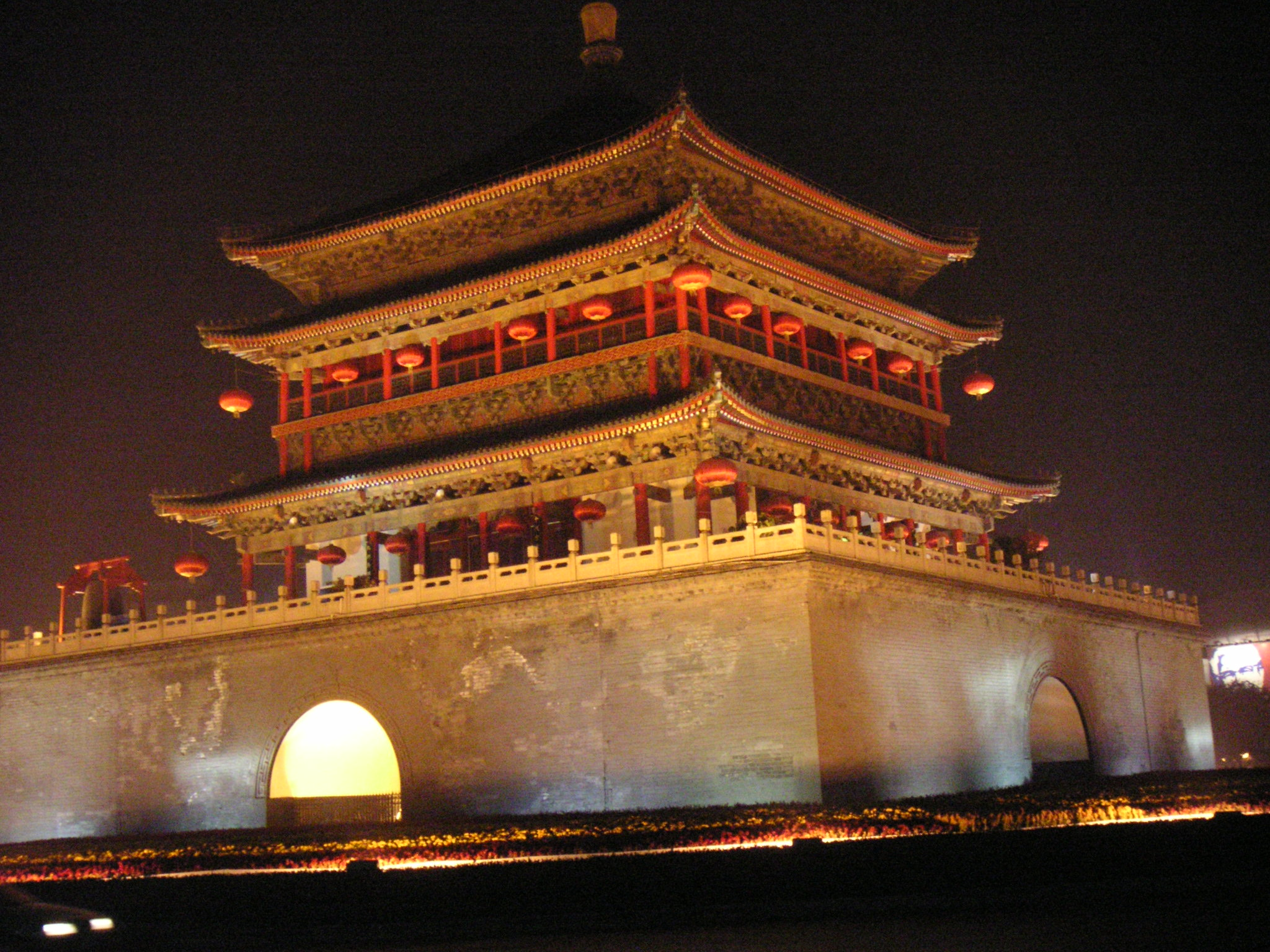
Glockenturm von X’ian

Zur Jahrhundertmitte hin verlor der mongolisch dominierte Staat zunehmend an Autorität. Gruppen aufständischer Bauern begehrten gegen die Obrigkeit auf, Verbrecherbanden zogen mordend und plündernd im Land umher und Heer- und Sektenführer gründeten innerhalb Chinas autonome Kleinreiche. Wichtigste Ursache des Zerfalls waren die widrigen Klimaverhältnisse, Naturkatastrophen und Seuchen, die China seit Beginn des Jahrhunderts heimsuchten. Sie spitzten die sozialen Unterschiede im Land zu. Ferner verstärkten hohe Kriegskosten und große Bauprojekte sowie geringe Einnahmen zunehmend die Finanznot des Staates. Hinzu kam, dass die dünne mongolische Elite, die sich zunehmend in Fraktionskämpfen verstrickte, eine immer schwächere Stütze für die Kaiser war.
Von den Bürgerkriegsparteien setzte sich schließlich Zhu Yuanzhang, der Anführer der Roten Turbane, durch. Im Jahr 1368 gelang es ihm, die Hauptstadt Peking zu erobern und die Mongolen aus China zu vertreiben. In seiner neuen Hauptstadt Nanjing begründete er eine neue Kaiser Dynastie, die Ming-Dynastie. In seiner Amtszeit unterwarf er die übrigen Separatistenreiche, vertrieb die Mongolen bis ins Innere Asiens und zerstörte 1371 ihre alte Hauptstadt Karakorum. Im Gegensatz zur Yuan-Dynastie konzentrierte der Ming-Kaiser mit dem Tempelnamen Hongwu seine Herrschaft auf die klassisch chinesischen Gebiete, die mit vier Millionen km² wesentlich kleiner waren als der mongolische Herrschaftsbereich. Als der erste Ming-Kaiser starb, brach ein Nachfolgestreit aus, den Kaiser Yongle im darauffolgenden Jahrhundert gewann.
Kaiser Hongwu baute seine absolutistische Herrschaft aus und änderte Chinas politische und gesellschaftliche Strukturen grundlegend. Sein Leitbild war der konfuzianische Staat. Zur Herrschaftssicherung ließ er mehrere zehntausend alte Amtsträger, deren Verwandte und Anhänger töten. Die politischen Spitzenämter strukturierte er neu, so dass kein Amtsträger seine Autorität gefährden konnte. Indem er ihr Land auf die Kleinbauern verteilte, entmachte er die Großgrundbesitzer, die zuvor die lokale politische Macht ausübten. Den Seehandel stellte er unter staatliche Kontrolle und beraubte dadurch die mächtigen Kaufmannsfamilien ihres Einflusses. Schließlich entmachtete er auch die Militäreliten.
Das Prüfungswesen für die Beamten wurde stark ausgebaut. Prüfungsinhalt waren die neokonfuzianistischen Lehren des Zhu Xi. Der erste Ming-Kaiser förderte den Konfuziuskult im ganzen Land. Ferner versuchten die Ming, das divers ausgerichtete Geistesleben der Yuan-Zeit zu vereinheitlichen. Die soziale Mobilität wurde eingeschränkt und ein Kontrollsystem über Verwaltung und Bevölkerung aufgebaut. Der erste Kaiser konnte jedoch nicht verhindern, dass die Eunuchen am Hof am Jahrhundertende ihre Machtposition ausbauten.
Die Landwirtschaft wurde gestärkt, während der Handel eingeschränkt wurde. Ferner mussten die Kleinbauern keine Geldabgaben, sondern Natural- und Dienstleistungen an den Staat entrichten. Die verbliebene Geldwirtschaft wurde größtenteils auf Papiergeld umgestellt.

### Ost- und Südostasien
Die Herrschaft auf den japanischen Inseln teilten sich mehrere Adelsfamilien, wobei die Familie der Hōjō zu Beginn des Jahrhunderts eine Vormachtstellung innehatte. Der nur formal über ihr stehende Kaiser brachte in den 1320er und 30er Jahren mehrere Adelsfamilien im Osten Japans auf seine Seite und beendete durch seinen Sieg in der Schlacht bei Kamakura die Macht der Hōjō. Diesen Machtverlust machte sich die Familie der Ashikaga zunutze und etablierte einen Gegenkaiser. In den folgenden Jahrzehnten teilten die Herrschaftsgebiete der beiden Kaiser Japan in einen Nord- und einen Südteil. Während des Jahrhunderts hatten japanische Piraten den Handel im Ostchinesischen Meer unsicher gemacht. Die Niederschlagung der Piraten belohnte China mit vermehrten Handelskontakten, von denen insbesondere die Ashikaga profitierten.
Nach der mongolischen Expansion im vorherigen Jahrhundert ordneten sich die Verhältnisse in Südostasien neu. Das Khmer-Reich von Angkor, das in den vorausgegangenen Jahrhunderten eine bedeutende Regionalmacht war, ging in Folge von Umweltveränderungen und Strukturproblemen in diesem Jahrhundert unter. Auch das birmanische Reich von Pangan ging unter. Um ihren Platz auf dem südostasiatischen Festland kämpften mehrere kleinere Reiche, unter ihnen mehrere Tai-Reiche. In der zweiten Jahrhunderthälfte stieg das Königreich Ayutthaya, ein Tai-Reich, zur Regionalmacht auf. Ayutthaya profitierte sowohl vom maritimen Handel als auch vom Zugang zu wichtigen Ressourcen im Inland.

## Amerika

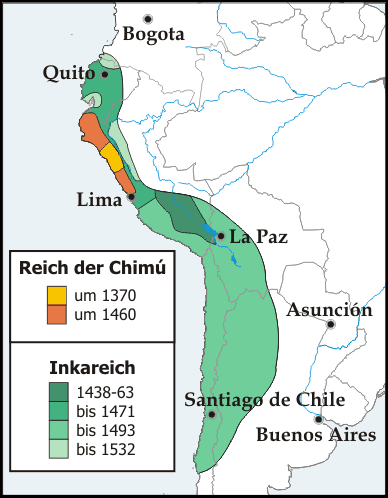
Die Ausdehnung des Inkareiches und des Chimúreiches

Die Chimú-Kultur setzte sich in der Zeit von 1250 bis 1470 im Norden von Peru in der Gegend um die Stadt Trujillo durch. Zur Zeit der größten Ausdehnung reichte ihr Einfluss im Norden bis zur Grenze von Ecuador und im Süden bis Lima. Ihre Hauptstadt Chan Chan war die größte Stadt auf dem südamerikanischen Kontinent.

## Ereignisse
- 1301 Sultan Ala ud-Din Khalji begann mit der Eroberung der Rajputenfestungen Ranthambhor die Expansion des Delhi-Sultanats in den Süden des indischen Subkontinents.
- 1309: Papst Clemens V. verlegt den Sitz des Papstes und der Kurie nach Avignon, womit das Avignonesische Papsttum begann.
- 1324: Der malische König Mansa Musa I. hielt auf seiner Pilgerreise nach Mekka, die seinen Ruf als einer der reichsten Männer seiner Zeit begründete, in Kairo.
- 1337: Der Hundertjährige Krieg zwischen England und Frankreich begann.
- 1347 Die Beulenpest erreichte die Mittelmeerhäfen Europas und bereitete sich von diesen sehr schnell aus.
- 1356 Mit der Goldenen Bulle wurde der Brauch, dass der römisch-deutsche König durch Mehrheitswahl von sieben Kurfürsten gewählt wurde, erstmals in einer rechtlichen Urkunde festgeschrieben.
- 1368 Zhu Yuanzhang gründete die chinesische Ming-Dynastie.
- 1378: Mit der Wahl Clemens VII. zum Gegenpapst begann das Große Abendländische Schisma.
- 1380: Timur begann seine Feldzüge in West- und Südasien.
- 1381: Ein Bauernaufstand erschütterte England.

## Persönlichkeiten

### Europa
- Kaiser Karl IV. stärkte das römisch-deutsche Königtum und baute die Hausmacht der Luxemburger-Dynastie aus.
- König Eduard III. führte England in den Hundertjährigen Krieg und erzielte große Gebietsgewinne in Frankreich.
- Hedwig von Anjou und Władysław II. Jagiełło schufen durch ihre Heirat die Polnisch-Litauische Union.
- Dante Alighieri schuf die Dichtung Göttliche Komödie, die als die bedeutendste italienische Dichtung des 14. Jahrhunderts gilt.

### Afrika und Asien
- König Mansa Musa führte das Reich Mali zur Blüte.
- Sultan Ala ud-Din Khalji erweiterte den Machtbereich des Delhi-Sultanats auf große Teile des indischen Subkontinents.
- Kaiser Hongwu gründete die chinesische Ming-Dynastie.
- Kaiser Go-Daigo initiierte das Herrschaftsende der japanischen Familie Hōjō.